# 市町村指定文化財一覧
市町村指定文化財一覧（しちょうそんしていぶんかざいいちらん）は、日本の市町村や特別区が指定した文化財の一覧である。

## 北海道地方
- 北海道内市町村指定文化財一覧

## 東北地方
- 青森県内市町村指定文化財一覧
- 岩手県内市町村指定文化財一覧
- 宮城県内市町村指定文化財一覧
- 山形県内市町村指定文化財一覧
- 福島県内市町村指定文化財一覧

## 関東地方
- 茨城県内市町村指定文化財一覧
- 栃木県内市町村指定文化財一覧
- 群馬県内市町村指定文化財一覧
- 埼玉県内市町村指定文化財一覧
- 千葉県内市町村指定文化財一覧
- 東京都内市区町村指定文化財一覧
- 神奈川県内市町村指定文化財一覧

## 中部地方
- 新潟県内市町村指定文化財一覧
- 長野県内市町村指定文化財一覧
- 富山県内市町村指定文化財一覧
- 石川県内市町村指定文化財一覧
- 福井県内市町村指定文化財一覧
- 山梨県内市町村指定文化財一覧
- 岐阜県内市町村指定文化財一覧
- 静岡県内市町村指定文化財一覧
- 愛知県内市町村指定文化財一覧

## 近畿地方
- 三重県内市町村指定文化財一覧
- 滋賀県内市町村指定文化財一覧
- 京都府内市町村指定文化財一覧
- 大阪府内市町村指定文化財一覧
- 兵庫県内市町村指定文化財一覧
- 奈良県内市町村指定文化財一覧
- 和歌山県内市町村指定文化財一覧

## 中国地方
- 鳥取県内市町村指定文化財一覧
- 島根県内市町村指定文化財一覧
- 岡山県内市町村指定文化財一覧
- 広島県内市町村指定文化財一覧
- 山口県内市町村指定文化財一覧

## 四国地方
- 徳島県内市町村指定文化財一覧
- 香川県内市町村指定文化財一覧
- 愛媛県内市町村指定文化財一覧
- 高知県内市町村指定文化財一覧

## 九州地方
- 福岡県内市町村指定文化財一覧
- 佐賀県内市町村指定文化財一覧
- 長崎県内市町村指定文化財一覧
- 熊本県内市町村指定文化財一覧
- 大分県内市町村指定文化財一覧
- 宮崎県内市町村指定文化財一覧
- 鹿児島県内市町村指定文化財一覧
- 沖縄県内市町村指定文化財一覧